# Suger van Saint-Denis

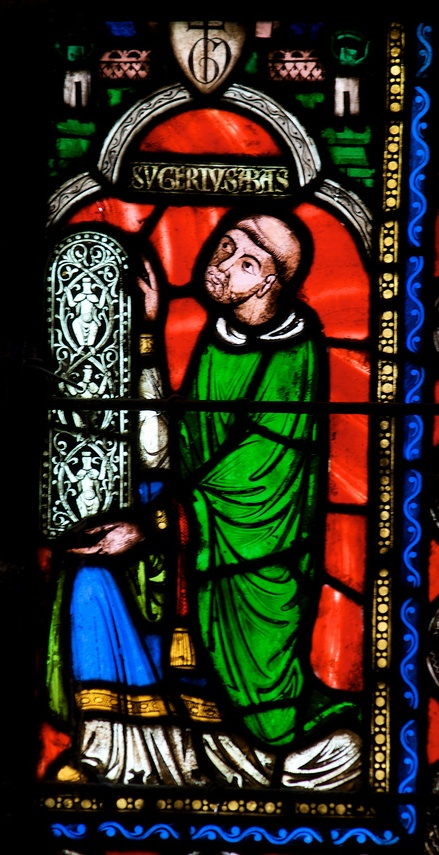
Suger van Saint-Denis
Glas in lood, Kathedraal van Saint-Denis

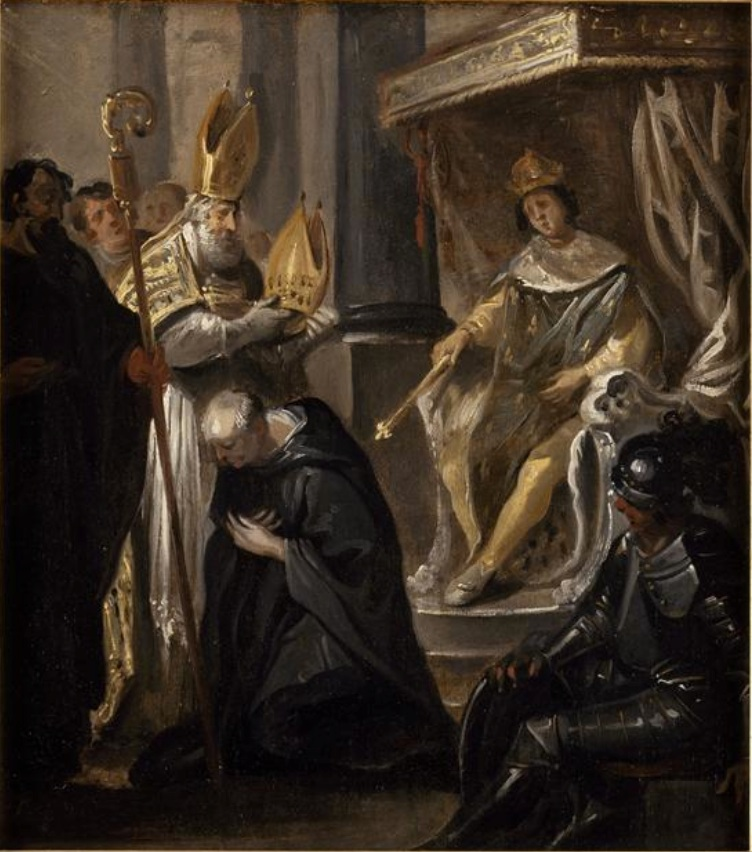
Suger wordt abt van Saint-Denis
(1630s), Justus van Egmont, Musée d'Arts de Nantes

Suger van Saint-Denis (Chennevières-lès-Louvres, 1080 of 1081 – Saint-Denis, 13 januari 1151) was een Frans geestelijke, staatsman en geschiedkundige.
Hij was de abt van de abdij van Saint-Denis en raadgever van de Franse koning Lodewijk VI. De in zijn opdracht en volgens zijn ideeën uitgevoerde verbouwing van het koor van de abdijkerk, die ook de Franse koningsgraven herbergt, geldt als het begin van de gotiek.
De niet-militaire regeringstaken liet Lodewijk VI na 1125 over aan abt Suger.

## Achtergrond
In het eerste deel van de 12e eeuw zien we een al vergevorderde hervorming van het kloosterideaal. Komende van een periode waar het allemaal zeer bescheiden moest zijn omdat er weinig middelen waren (post-Karolingisch), zetten de benedictijnen een organisatiestructuur op die meer inkomsten zou moeten genereren. Kloosters werden machtige instituten en de monniken werden slachtoffer van hun eigen succes. Daardoor kwam men heel ver af te staan van het originele idee dat een kloostergemeenschap naar ‘vrijwillige armoede’ streeft. Naast de kernactiviteiten (bidden en dodencultus) gaan er zaken bij komen als een toenemende aantal pelgrims. Maar samen met het eerder luxueuze kader waarbinnen de Benedictijnen floreerden, komt er de Cisterciënzerorde die zich hiertegen afzet. Zij wensen te leven binnen een strikt omsloten gemeenschap die niets van deze luxe eert, concreet betekent dit een beperkt eigendom, dodencultus aan het publieke overlaten, geen pelgrims en geen giften van opus Dei.
Het rijke karakter van Saint-Denis zorgt voor een complexe situatie met aan de andere kant van het spectrum de orde van Clairvaux. Hoewel beide prominenten een duidelijk andere visie hadden respecteerden ze elkaar, zij het vooral vanuit de kant van Suger aangezien hij conceptueel minder sterk stond.

## Leven
Suger leefde van ongeveer 1080 tot 1151. Rond 1090 werd Suger, van lage komaf, oblaat in het klooster van Saint-Omer (St Omaars in zuidwestelijk Vlaanderen), dat behoorde tot de orde der Benedictijnen. Vermoedelijk was Suger een Vlaming. Zijn abt Adam onderkende al vroeg zijn diplomatieke talenten en maakte hem tot gezant, onder andere aan het Franse hof. Van 1104 tot 1106 studeerde Suger in de school, verbonden aan de abdij van St. Benoît-sur-Loire; in 1106 was hij secretaris aan de abdij van Saint-Denis bij Parijs. Het volgende jaar werd hij proost van Berneval in Normandië en in 1109 van Toury. In 1118 stuurde Lodewijk VI Suger als zijn vertegenwoordiger naar het hof van paus Gelasius II in Maguelonne. Tot 1122 leefde hij daar, de laatste jaren onder diens opvolger, paus Calixtus II. In 1122 wordt hij genoemd als abt van het klooster Saint Denis en dat zal hij blijven, naast zijn functie als vertrouweling en raadsman van Lodewijk VI en naderhand diens zoon Lodewijk VII. Tijdens de Tweede Kruistocht nam Suger regeringstaken waar voor de tijdelijk afwezige koning Lodewijk VII.

## Bouwactiviteiten
Suger staat bekend als de architect die eigenhandig de gotische stijl heeft geïntroduceerd. Er kan echter vrij stellig worden ontkracht dat er bij Suger sprake was van een van tevoren bedacht, alomvattend plan. Suger zelf geeft aan dat elk bouwproject als vanzelf uit het vorige voortvloeide. Een aantal keer herhaalt hij in De Consecratione ook dat hij zich zorgen maakt om de eendracht en harmonie. Suger begint zijn omvangrijke bouwprogramma al in 1122, het jaar dat hij abt wordt, met de reparatie en schildering van het oorspronkelijke schip. Terwijl daaraan gewerkt wordt, ontstaat in 1125 het idee om het westwerk te renoveren. Pas veel later, vanaf 1137, ontstaan de plannen om het westwerk en ook de kooromgang te vergroten.

### Saint-Denis
Als abt van deze kathedraal zal hij met zijn specifieke visie het uitzicht, de vorm, van dit bouwwerk gaan bepalen. Men beschouwt Saint-Denis als het eerste voorbeeld van gotiek, al is het zo dat de algemene architecturale ‘gotische’ vormen voor Sugers aantreden aanwezig waren; er was immers ook sprake van een onbekende bouwmeester. Opnieuw komt dit in relatie te staan tot Clairvaux, die in zijn Apologia een theorie uiteenzet die soberheid duidt in relatie tot organisatie, kunst en architectuur. Voor Suger zal dit geschrift een sterk kritische reflectie ontlokken en zo zijn eigen houding beïnvloeden. In Saint-Denis gaat men zich richten op het aantrekken van pelgrims. Deze moeten de grootsheid van het geloof ervaren, soberheid is hier niet aan de orde. Dit staat in een directe verbinding met Sugers visie die gebaseerd is op een samenloop van omstandigheden en niet op een vooraf omlijnd plan. In essentie zijn Suger en Clairvaux wel met hetzelfde bezig; architectuur die een materialisering is van een ideologische visie. Concreet vertaalt dit zich in een bouwwerk waar Suger van de donkere, zware romaanse kerk met zijn tongewelven naar een zowel fysieke als visueel lichtere architectuur trekt. De verticale lijn die het gebouw nu primeert, samen met het kruisribgewelf suggereren een open geheel. Al valt het op te merken dat deze lichte architectuur zijn kern kent in het steeds groter wordende glasraam, met bijhorende lichtinval, waardoor men wel naar een skeletvorm moet evolueren. Het vervangen van de (Romaanse) muurschildering door het glasraam beïnvloedt op een zeer directe manier de vormen van de architectuur. Gardner stelt dat Suger zijn visie op het Westwerk van Saint-Denis toepast maar dat hij het aan de latere Oostkant eerder uitbuit. Als commentaar gaven de conservatieven van de 12e eeuw aan dat het heilige, geborgen uit de kerk wordt genomen.

### Ontstaan van de gotiek
Voor zover stijl iets is dat binnen een gebouw gedefinieerd en onderscheiden kan worden, lijkt er in de Saint-Denis sprake van een stijlomslag. Als de narthex vergeleken wordt met het koor, dan is er een opmerkelijk verschil zichtbaar. Niet alleen als wordt gekeken naar eigenschappen als lichtheid, maar ook de rijkdom aan details, de veelheid aan vormen en andere aanwijsbare kenmerken. De scheiding is echter niet zo eenvoudig aan te wijzen. Zowel van de kant van Suger en diens geschriften, als vanuit het gebouw, kan worden aangetoond dat de tweedeling niet gezien moet worden als tweedeling in stijl.
Er zijn twee problemen met de min of meer ‘traditionele’ scheiding tussen de narthex en de kooromgang. In de eerste plaats zijn de verschillen gemaakt op stilistische gronden, en niet op archeologische. Ten tweede is het gemaakte onderscheid te beperkt: de verschillen in stijl die kunnen worden aangewezen, zijn verschillen tussen de begane grond van het voorportaal en de arcade en kapellen om het koor. Als men de bovenverdieping van de narthex vergelijkt met de begane grond, kan ook een dergelijk stilistisch onderscheid worden aangetoond; ditzelfde geldt voor de crypte en de kooromgang.

## Pseudo-Dionysius
In de 12e eeuw zien we twee stromingen (pseudo-Dionysische en Augustianisme) die sterk van elkaar verschillen, elkaar echter constant kruisen maar wel hetzelfde doel hebben; het begrijpen en duiden van een hogere realiteit. Kernpunt in het denken van Suger is de connectie, of beter gesteld, het belang dat hij toedicht aan materialiteit in relatie tot het spirituele. Het is binnen dit kader dat het aspect van Pseudo-Dionysius’ licht mysticisme naar voren komt maar door Suger wel heel beperkt en selectief wordt toegepast. Suger zag kunst als een spirituele hulp om zo het Goddelijke te bereiken, zo ging hij dan de theorie van Pseudo-Dionysius interpreteren. Deze stelt dat men de materie moet aanvaarden in de vorm van een ‘symbool’ en dat men zo de materie kan overstijgen. Symbool is een authentieke expressie van de goddelijke realiteit. Maar Pseudo-Dionysius plaatst dit in een kader waar het ‘symbool’ zich profileert als liturgie, sacramenten, heilige geschriften en licht. Hij waarschuwt zelfs voor de verleiding om dit al te oppervlakkig te gaan beschouwen, het zit hem niet per se in zaken als goud maar wel in de eenvoudige materialen. Pseudo-Dionysius wil van het materiële naar het immateriële gaan door anagogie, geestesverheffing, en is bijgevolg niet eenvoudigweg psychologisch of esthetisch te interpreteren. Augustinius’ theorie refereert echter naar het ‘teken’, iets dat wel direct kan geanalyseerd worden en rechtstreeks zijn belang krijgt door de persoon, de interpretator. Suger zal in zijn theoretische geschriften het geheel benaderen vanuit de directere visie van Augustinius maar met een patina van Pseudo-Dionysius. Dit door elkaar lopen van invloeden moet vooral bekeken worden vanuit de drang naar rechtvaardiging van zijn kunst/architectuurprogramma. Suger was geen radicaal figuur die inbeukte op heersende tendensen maar wel een consensusfiguur die een esthetisch plan wilde doordrukken. Vandaar de selectieve en dubieuze interpretatie van Pseudo-Dionysius licht mysticisme met als basis het ‘teken’ van Augustinius.

## Geschriften
- De Ordinatione
- De Consecratione
- De Administratione
- Vie de Louis le Gros (Leven van Lodewijk de Dikke (Lodewijk VI van Frankrijk))

Tijdens zijn leven heeft Suger een aantal geschriften geschreven die belangrijk zijn, omdat zij inzicht bieden op de manier waarop Suger als abt aankeek tegen zijn eigen bestuur en invloed. Meer algemeen kunnen zij ook bijdragen aan de interpretatie van bepaalde gebeurtenissen waarbij Suger betrokken was, en dan met name de verbouwing van de kerk van Saint-Denis. Erwin Panofsky heeft een aantal geschriften van Suger vertaald naar het Engels. Suger was geen geweldig auteur. Henri Waquet, die een van zijn werken, Het leven van Lodewijk de Dikke, heeft vertaald, omschreef zijn schrijfkunsten treffend als “un manque total du goût litéraire”. Van alle teksten van Suger bestaan alleen laat-twaalfde-eeuwse kopieën, geschreven door monniken van het klooster van Saint-Denis. Van twee werken, De Administratione en Het leven van Lodewijk de Dikke, kan vastgesteld worden dat ze niet compleet zijn.

### Datering van de geschriften
Drie geschriften behandelen Sugers eigen abdij: De Ordinatione, De Consecratione en De Administratione. Geen van de titels is authentiek, noch bestrijken de teksten strikt datgene wat de titels aangeven. De datering van de teksten is interessant, gegeven de controverse tussen Bernard van Clairvaux en Suger. Het eerste werk, De Ordinatione, kan vrij zeker gedateerd worden: het noemt de fundering van de kooromgang van de kerk, begonnen juli 1140, en is zeker geschreven voor de dood van een getuige, in januari 1142. De Consecratione is geschreven na de inwijding van de kooromgang, 11 juni 1144, en voor De Administratione. Van die laatste is de datering minder duidelijk. Suger geeft zelf aan dat het werk in 1148 is geschreven, maar Rudolph heeft aangetoond dat dit niet waar kan zijn: de constructie van het transept, het schip en de torens op het westwerk, niet genoemd in De Consecratione, worden hier beschreven in vergevorderd stadium. Bovendien schrijft Suger dat hij met getuigen heeft gesproken die in zowel Jeruzalem als Constantinopel zijn geweest – iets dat verbonden kan worden met de Tweede Kruistocht. Deze keerde pas eind 1149 terug naar Frankrijk. Tot die tijd was Suger als regent belast met de regering van Frankrijk, en tijdens deze tumultueuze periode had hij geen tijd voor zo een omvangrijk werk. Omdat Suger in september 1150 ziek werd (waarna hij in januari 1151 overlijdt). Rudolph stelt daarom voor De Administratione te dateren in de eerste maanden van 1150.

## Invloeden
Het geheel van de kathedraal van Saint-Denis oogt zeer origineel, klaar, geometrisch met een complexe exegese. Suger is hierin beïnvloed door derden. Hugo van Sint-Victor was een vriend en bovenal een vooraanstaande theoloog die vermoedelijk een invloed op Suger heeft gehad. Deze drukte op de relatie tussen het aardse en het goddelijke met als sleutel de kunst. Tevens refereert hij naar het belang van het ambachtelijke dat zich nog voor het materialistische element plaatst en uitmondt in een fixatie op de esthetische ervaring. Allemaal zaken waar Suger direct naar verwijst en perfect binnen zijn legitimatie passen. Architectuur als middel, om de steeds populairdere kerk voor de pelgrims te kunnen ontwikkelen en tevens architectuur als doel op zich om zijn esthetische visie te kunnen realiseren (en bijgevolg de pelgrims van de Goddelijke grootsheid te overtuigen).
Suger was een consensusfiguur die tegelijkertijd fel besproken moet zijn geweest. Zaken als skeletbouw worden naar de limiet toe gedreven, dit door de introductie van steeds grotere glasramen. Deze glasramen passen perfect binnen Pseudo-Dionysius’ licht mysticisme (symbool) maar sturen er tevens op aan dat er een allegorische interpretatie optreedt. Op een indirecte manier zorgt deze ‘verlichting’ ook dat er een bouwtechnische vooruitgang komt.
Om dit alles te duiden kiest hij voor een theoretisch kader dat, hoe contradictorisch en selectief ook, een directe rechtvaardiging van zijn esthetische visie wil/moet zijn. Desondanks het geen plotse en radicale vernieuwingen zijn, maar een evolutie betreft waar verschillende actoren deel van uitmaken, fungeert Suger wel als een synthesefiguur van deze complexe periode.